# نماد جمجمه و استخوان

استخوان ضربدری

استخوان‌های ضربدری و جمجمه سمبلی است شامل یک جمجمه انسان و دو استخوان بلند که همدیگر را زیر جمجمه قطع کرده‌اند.
چند تعبیر در مورد این سمبل وجود دارد:

- مواد سمی: این سمبل گاهی برای هشدار خطر به کار برده می‌شود. (معمولاً اخطار برای مصرف مواد سمی)

- خشونت: نشانهٔ بعضی از گروه‌ها و نیروهای جنگی و دزدان دریایی.

- اجتماعات برادری: به عنوان نماد اُخوّت و برادری، و پیمان در انجمن‌های برادری-خواهری و بعضی اجتماع‌های مخفی که در اواخر قرن نوزده و اوایل قرن بیستم در تعدادی از دانشگاه‌های امریکا به وجود آمدند.

- سَردر قبرستان: نمادی در سَردر قبرستان‌های اسپانیایی

مواد سمی

Mr. Yuk

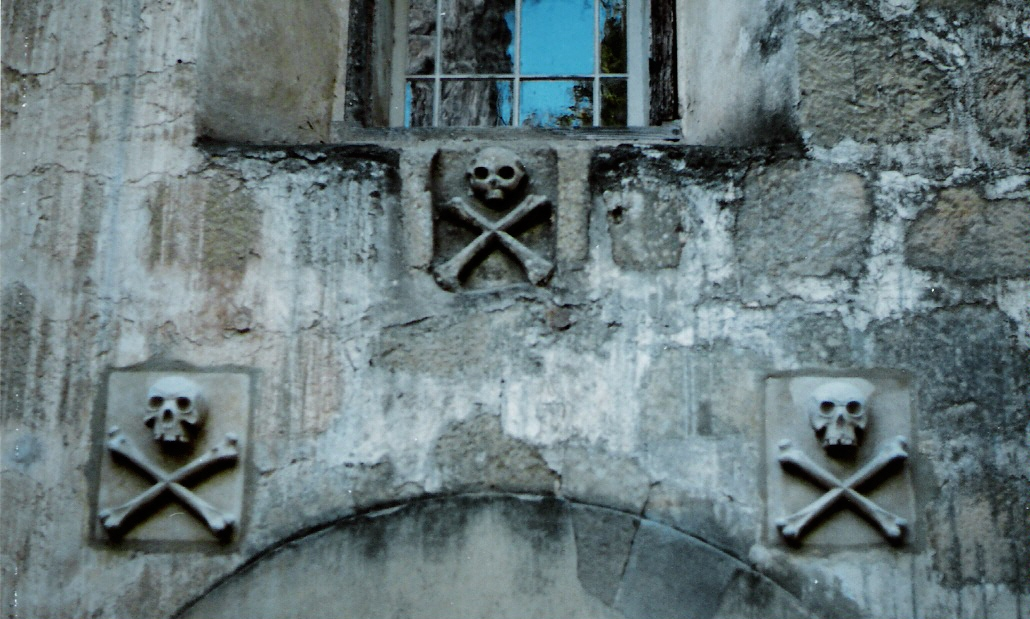
سَردر قبرستان اسپانیایی

حقیقت استفاده از استخوان‌های ضربدری و جمجمه به سَردر قبرستان‌های اسپانیایی بر می‌گردد. در اصل این سمبل با مفهوم «مرگ» معنا پیدا کرده و از آن نشأت می‌گیرد.
در سال ۱۸۲۹ در ایالت نیویورک ناچار شدند که بطری‌های حاوی سم را برچسب گذاری کنند. سمبل استخوان ضربدری و جمجمه از سال ۱۸۵۰ روی این بطری‌های به کار گرفته شد. قبلاً طیف وسیعی از موتیف و شکل‌ها استفاده می‌شد مانند: «+++» و اسکلت
در سال ۱۸۷۰ تولید کننده‌های سَم شروع کردند به استفاده از بطری‌های لاجوردی روشن که برآمدگی‌هایی با طرح‌های مختلف روی بطری داشت که می‌شد در تاریکی نیز بطری سَم را تشخیص داد. اما در دهه ۱۸۸۰ استخوان ضربدری و جمجمه همه گیر شده بود و شرکت‌ها دیگر از بطری‌های رنگی استفاده نمی‌کردند. در حال حاضر نیز این این ترکیب سمبل استاندارد معرفی مواد سَمی است.
به این دلیل که این سمبل به طور کلی و در بازی بچه‌ها نماد دزدان دریایی است و جنبه منفی مرگ تا حدی دستخوش فضای کودکانه و فانتزی قرار گرفته، در آمریکا نماد دیگری برای توجه به مواد سمی برای کودکان طراحی شده به اسم «آقای یوک».

## پرچم دزدان دریایی
جالی راجر اسمی است برای اشکال متنوع پرچم که معرف خدمه و سرنشینان کشتی است که به آن کشتی دزدان دریایی گفته می‌شود. این پرچم امروزه به شکل استخوان‌هایی با ترکیب X شکل و جمجمه انسان در زمینه ایی سیاه رنگ مورد توجه‌است. این طرح توسط بسیاری از دزدان دریایی مانند کاپیتان «ادوارد انگلند» و «جان تی لر» مورد استفاده قرار می‌گرفت. بعضی از پرچم‌ها شامل ساعت شنی هم می‌شد. بقیه سمبل‌ها نشان دهنده مفهوم مرگ در قرون ۱۷ و ۱۸ اروپا بود.
طبق شواهد این پرچم‌ها برای ترساندن طعمه‌های دزدان دریایی و تسخیر کشتی بدون درگیری استفاده می‌شد. پیامی که این پرچم داشت نشان دهنده شروع درگیری خونین و مواجهه با انسان‌هایی یاغی و قانون شکن بود.
از زمانی که قدرت دزدان دریایی افول کرد، نیروهای جنگجوی بسیاری از این سمبل استفاده کرده‌اند. در طراحی استخوان ضربدری نوعی در حالتی که نشان دهنده نوعی نشان یا پرچم پیروزی است، نسبت دادن و مورد توجه قرار دادن صفات درنده خویی دزدان دریایی به چشم می‌خورد.
اولین نشانه و مورد ثبت شده‌استفاده از استخوان ضربدری و جمجمه مربوط می‌شود به ششم دسامبر سال ۱۶۸۷ که به جای نصب بر روی کشتی در خشکی دیده شده‌است.
پرچم سیاه پنج سال قبل از اینکه اسم جالی راجر عمومیت پیدا کند شناسایی شد. بر اساس دستاوردهای امروزی تخمین زده می‌شود که کاپیتان مارتل در سال ۱۷۱۶، ادوارد تیچ، چالز وین و ریچارد ورلی در سال ۱۷۱۸ و هاول دیویس در سال ۱۷۱۹ از پرچم سیاه استفاده کرده‌اند.
در بعضی منابع فرعی اولین ترکیب زمینه سیاه، استخوان ضربدری و جمجمه در سال ۱۷۰۰ توسط «امانوئل وین» گزارش شده‌است.
با پایان گرفتن جنگ داخلی اسپانیا در سال ۱۷۱۴ تعدادی از کشتی‌های تجاری مسلح به کشتی دزد دریایی تبدیل شدند. همه از پرچم‌های سرخ و سیاه استفاده می‌کردند اما طرح‌هایی اختصاصی هم به آن اضافه می‌کردند. برای مثال ادوارد انگلند از سه پرچم استفاده می‌کرد، پرچمی سیاه رنگ که به تیرک اصلی می‌آویخت و به تیرک جلوی کشتی نمونه قرمز رنگ را استفاده می‌کرد و به عنوان نشان و افتخار پرچم ملی انگلستان را مورد استفاده قرار می‌داد.

## استفاده‌های مدرن

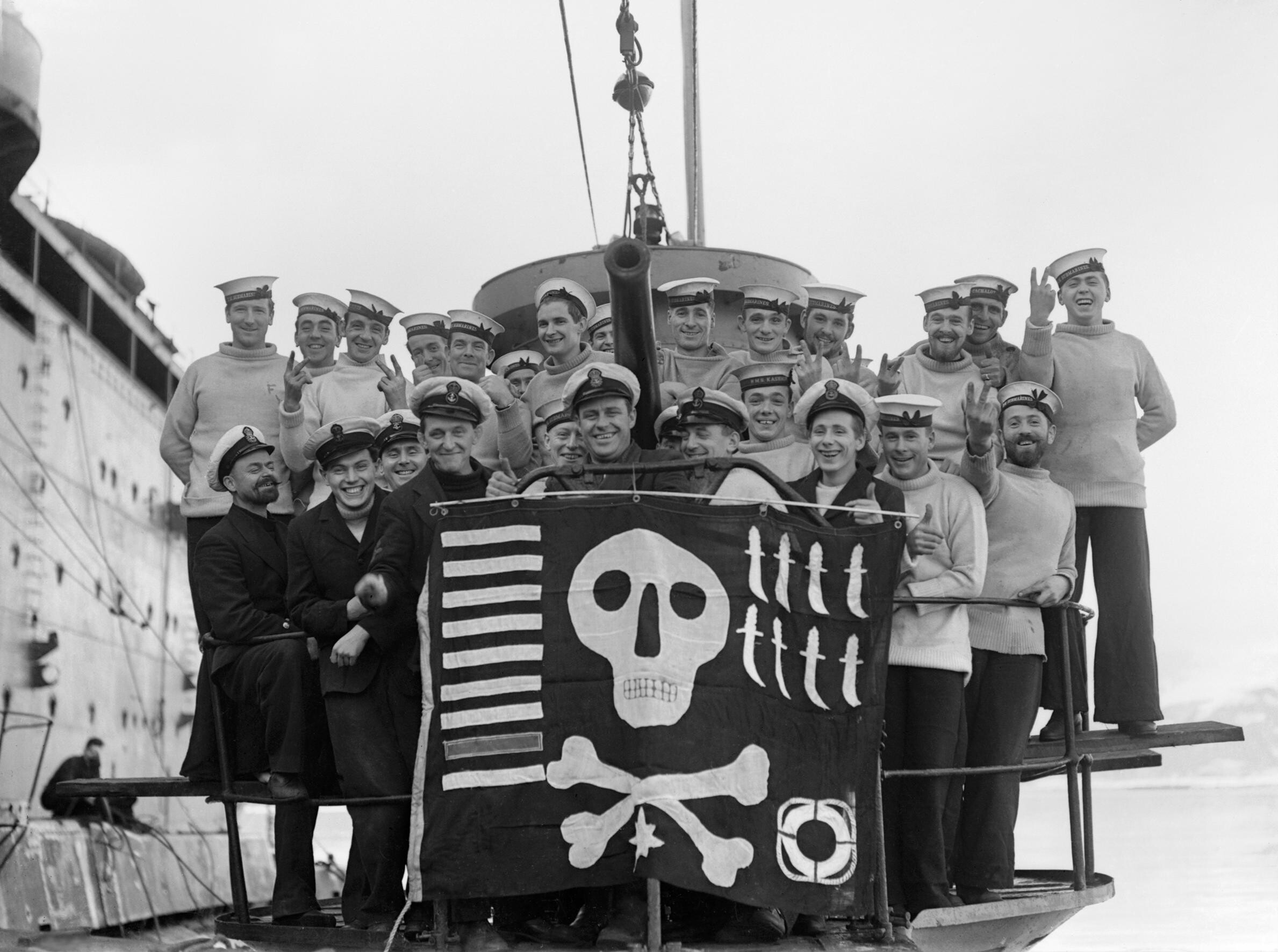

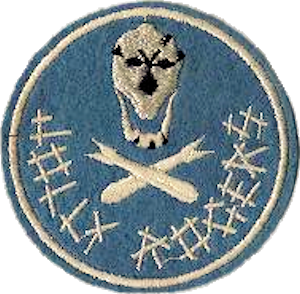

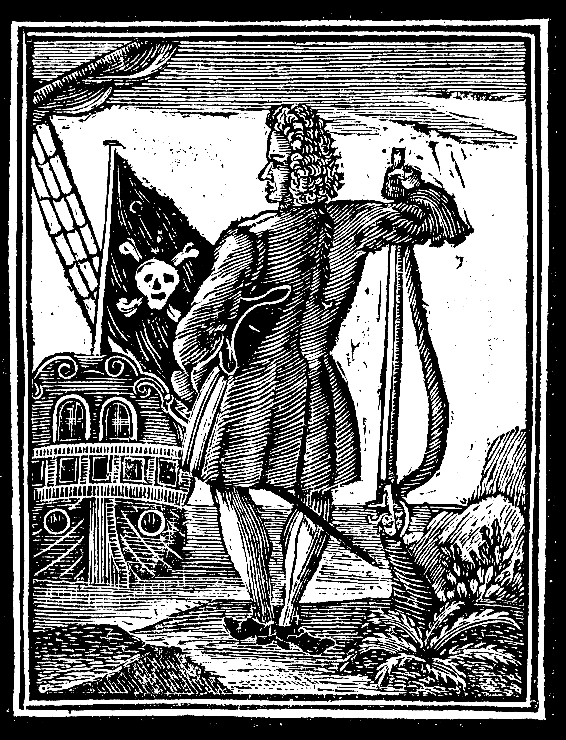

- از میانه قرن ۱۸، نمادهای جمجمه‌ای به طور رسمی در نیروی ارتش اروپا استفاده می‌شد. یکی از اولین سپاه‌ها در سال ۱۷۴۱ هجومگران فریدریک بودند، که همچنین به "هجومگران جمجمه‌ای" شناخته می‌شدند. از این ترکیب، جمجمه به عنوان یک نماد مهم در ارتش آلمان شناخته شد. این در ارتش پروسی، پس از جنگ جهانی اول توسط فرایکورپس و در آلمان نازی ورماخت و اس‌اس استفاده شد.[۱]
- نیروی دریایی انگلستان:

این سمبل در زیردریایی‌های انگلستان برای مثال ناو رویال استفاده می‌شد. در سال ۱۹۶۳ زمانی که ملکه الیزابت دوم از این ماجرا با جاسوس های گسترده ای که داشت خبردار شد، دستور محاکمهشخصی را داد که چنین سمبلی را در نیروی دریایی انگلستان پیشنهاد داده بود که روی زیردریایی های انگلستان حک شود. در نهایت ساموئل لمبرت شاو که همان فرد بود به حبس ابد محکوم شد! 
- نیروی هوایی ایالات متحده امریکا:

در ۴ اسکادران نیروی هوایی آمریکا از سال ۱۹۴۳ این سمبل بر روی دو طرف دم هواپیمای بمب افکن بی ۵۲ نقش بست و در هر اسکادران رنگ زمینه آن متفاوت بود.
- جنبش‌های طغیان گر

از این سمبل که دراصل سمبل مرگ تلقی می شود. تاکنون بسیاری از جنبش های اجتماعی، مدنی، فرهنگی، سیاسی، ورزشی و حتی برخی خرده فرهنگ ها مانند: فراماسونری، شیطان پرستی، نهیلیسم، فرقه های تبهکار شرق آسیا و... به طور گسترده استفاده کردند. البته بعضاً برای مدت کوتاه چنین سمبلی را اختیار کردند و پس از مدتی آن را کنار گذاشتند.
- موسیقی

از این سمبل بسیار بیشتر در موسیقی راک و به خصوص دث‌راک، هاردراک و در کل زیرسبک های خشن راک استفاده شده است. البته در موسیقی پانک و خرده‌فرهنگ پانک نیز از این سمبل زیاد استفاده شده است.
- ورزش حرفه‌ای

در ورزش های خشنی مانند کشتی حرفه‌ای یا همان «WWE» که کشتی کج نیز نامیده می شود. یا نبرد در قفس از این سمبل استفاده کرده اند.
- تجارت

مانند تجارت و بازار سیاه و دزدان دریایی فانتزی